# Patrick Maynard Stuart Blackett
Patrick Maynard Stuart Blackett (18. listopadu 1897 – 13. července 1974) byl britský fyzik, nositel Nobelovy ceny za fyziku (1948), kterou obdržel za výzkum kosmického záření. Zabýval se jadernou fyzikou, kosmickým zářením a původem magnetických polí Země a hvězd.

## Život
Coby absolvent univerzity v Cambridge nastoupil v roce 1921 jako výzkumný pracovník v Cavendishově laboratoři, kde strávil následujících 10 let. Zautomatizoval Wilsonovu mlžnou komoru pro studium kosmického záření. Interpretace dat získaných tímto unikátním zařízením mu pomohla získat Nobelovu cenu. Ještě předtím se však stal profesorem na univerzitě v Londýně (1933) resp. profesorem na univerzitě v Manchesteru (1937). Po získání Nobelovy ceny se stal profesorem na Imperial College of Science and Technology v Londýně (1953) a o dvanáct let později prezidentem Královské společnosti.